# Université DePauw
L'université DePauw (en anglais : DePauw University, prononcé : [dəˈpaʊ]), anciennement Indiana Asbury University, est une université privée située à Greencastle, dans l'État d'Indiana, aux États-Unis.

## Historique
Fondé en 1837 et dans un premier temps nommé Indiana Asbury University, d'après Francis Absury premier évêque américain de l'Église épiscopale méthodiste, l'établissement d'enseignement privé est une université d'arts libéraux. En 1840, Matthew Simpson, ami et conseiller d'Abraham Lincoln, en devient le premier président.
Conçue comme un lieu d'érudition réservé aux hommes, l'école finit par s'ouvrir à l'enseignement mixte avec les premières étudiantes inscrites en 1867. En 1884, l'établissement prend le nom d'université DePauw en l'honneur de Washington C. DePauw, un généreux donateur de l'Université.

## Devise
Depuis sa création (1837), l'université arbore la devise latine Decus Lumenque Reipublicae Collegium, qui pourrait se traduire en français par : « Le collège est splendeur et luminescence de la chose commune ».

## Bibliothèques
DePauw dispose d'un réseau de trois bibliothèques : la bibliothèque Roy O. West (bibliothèque principale), la bibliothèque scientifique Prevo (située dans le Julian Science Center, du nom de l'ancien élève Percy Julian) et la médiathèque musicale (située dans le Green Center for Performing Arts). À elles trois, elles comptent environ 350 000 livres, 22 000 vidéos, 1 000 titres de périodiques imprimés, un accès à plus de 20 000 titres électroniques, 450 000 documents gouvernementaux, journaux et bases de données en ligne.

## L'École de musique

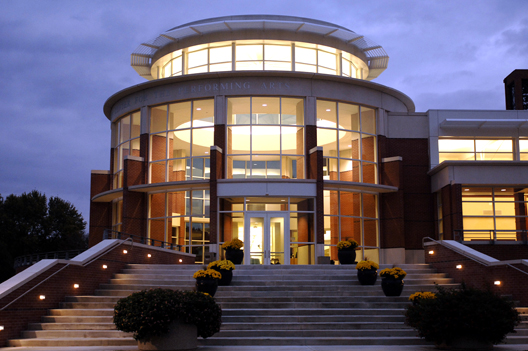
Complexe GCPA.

### Historique
Fondée in 1884, l'École de musique de DePauw fait partie des plus anciennes institutions universitaires privées des États-Unis. Elle compte environ 170 étudiants, soit 5 étudiants pour 1 professeur. L'effectif moyen d'un cours et de 13 étudiants. L'École se trouve au sein du complexe Green Center for Performing Arts (GCPA), construit en 2007, qui a intégré et remplacé une partie des anciennes structures. 

### Enseignement
L'École propose une formation diplômante dans l'histoire, l'apprentissage et la pratique musicale des arts de la scène. Ce dernier aspect permet de former les étudiants à la musique dans le cadre d'une pratique professionnelle. Les étudiants en musique de DePauw ont la possibilité de choisir un double cursus avec un domaine autre que la musique sur un cycle-type de quatre ans ou bien d'opter pour une double licence dans un cursus les engageant sur cinq ans,. 

### Orchestre et chœurs
L'Orchestre symphonique de DePauw est un ensemble recrutant sur audition des étudiants de l'École de musique ou venant d'un autre cursus . En 2019, l'Orchestre a réalisé une tournée au Japon. 
Le DePauw University Chorus est une chorale ouverte aux étudiants, indépendamment de leur cursus musical ou non, tandis que la DePauw Chamber Singers est une formation de chanteurs plus restreinte en nombre et aux critères de sélection plus contraignants. L'Orchestre et les deux formations de chant réalisent une tournée internationale annuelle en hiver, au moment de l'intersemestre.

## Vie associative

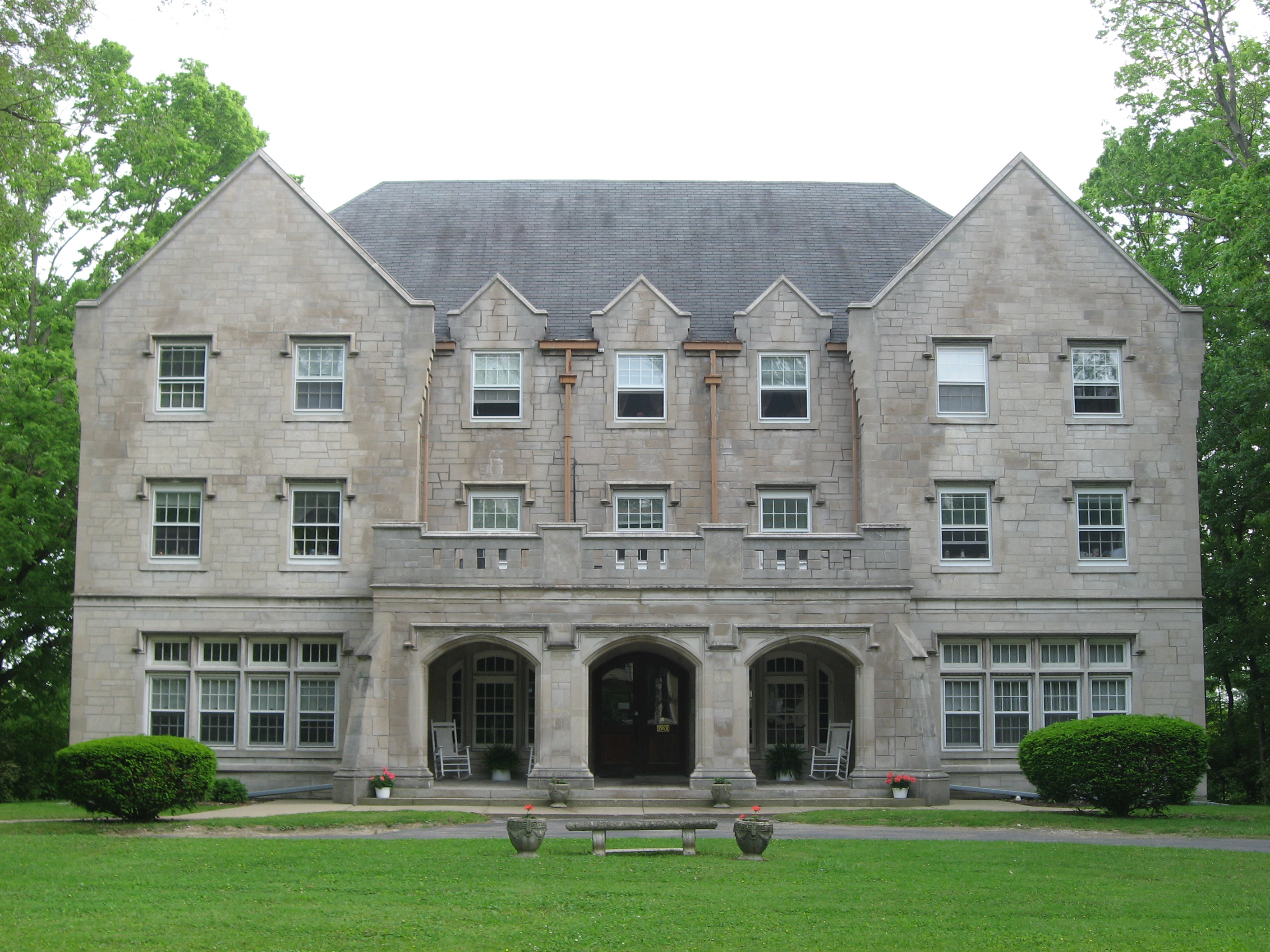
Entrée du bâtiment des Delta Kappa Epsilon (ΔΚΕ), classé aux monuments historiques américains (96000291).

### Chiffres
L'université est riche en vie associative avec ses nombreuses fraternités étudiantes. Selon les chiffres fournis par l'administration universitaire, près de 7 étudiants de DePauw sur 10 appartiendraient à une association au sein du campus. En 2014, un classement de la Princeton Review sur l'ensemble des campus américains rangeait DePauw en N°3 en termes d'adhésions à une fraternité et en N°4 pour les sororités de leurs homologues féminines.

### Fraternités
Le système aux lettres grecques de fraternités (puis de sororités) commence  en 1845, à peine huit ans après la fondation de l'Indiana Asbury College. 
Le chapitre Delta de la fraternité Beta Theta Pi (ΒΘΠ) est créé en 1845, Phi Gamma Delta (ΦΓΔ, surnommée Fidji) en 1856, Sigma Chi (ΣΧ) en 1859, Phi Kappa Psi (ΦΚΨ) en 1865, Delta Kappa Epsilon (ΔΚΕ) en 1866, Phi Delta Theta (ΦΔΘ) en 1868, Delta Tau Delta (ΔΤΔ) en 1871, Delta Upsilon (ΔΥ) en 1887, Sigma Nu (ΣΝ) en 1890, le chapitre Delta Rho d'Alpha Tau Omega (ΑΤΩ) en 1924 et Sigma Alpha Epsilon (ΣΑΕ) en 1949. 

### Sororités
Devenue mixte en 1867, l'université voit apparaître sa première sororité en janvier 1870, avec la création de Kappa Alpha Theta (KAΘ), toute première fraternité pour femmes du monde universitaire.  En 1875, Kappa Kappa Gamma (KKΓ) ouvre un chapitre à DePauw. Après Theta, fondé dans l'enceinte de l'établissement en 1885, Alpha Chi Omega (ΑXΩ) devient le second chapitre Alpha à s'établir à DePauw.

### The Society of Professional Journalists
Le 6 mai 1909, un groupe d'étudiants en journalisme fonde la Sigma Delta Chi (ΣΔΧ). L'association devient, en 1988, la Society of Professional Journalists (SPJ), une référence nationale parmi la profession.

## Sports

### Football américain
Les Tigers de DePauw évoluent en Division III (NCAA) avec la North Coast Athletic Conference (NCAC)  . Chaque année depuis 1890, l'Université DePauw entre en compétition de football américain contre l'établissement rival, le Wabash College, dans ce qui est devenu le Monon Bell Classic. Le trophée itinérant, une cloche de train de 300 livres du Monon Railroad, fait ses débuts dans la rivalité en 1932. La série DePauw-Wabash est un des plus anciens rendez-vous chroniques de football universitaire du pays. 
En 1933, l'entraîneur principal (head coach) Ray "Gaumey" Neal catapulte les Tigers de DePauw dans une saison d'ouverture invaincue, sans égalité et sans pointage. Les Tigers compilent un record de 7–0–0 et mènent leurs adversaires 136–0. Neal est à un cheveu de renouveler l'exploit en 1943, mais DePauw, 5-0-1, termine la saison avec une égalité sans pointage et six points accordés dans un match différent. Les seuls points cédés cette saison-là sont lors d'une victoire 39–6 contre l'État de l'Indiana et la seule non-victoire reste un match nul 0–0 contre Oberlin. Les Tigers dominent leurs adversaires, par 206–6. 

### Basket-ball
DePauw est membre de la Southern Collegiate Athletic Conference  (SCAC) de 1997 à 2011 et remporte de nombreux championnats de conférence, notamment en basket-ball féminin, où l'école est une puissance de Division III. Le programme de DePauw remporte également sept fois le Trophée du président de la conférence au cours de cette période, dont six Trophées du président consécutifs de 2005 à 2006 et une fois en 2010-11. En 2007, les Tigers battent l'Université Washington de St. Louis pour remporter le titre de Division III en basket-ball féminin. 
En 2012-2013, l'équipe féminine de basketball remporte son deuxième championnat national de Division III avec une victoire de 69 à 51 contre l'Université Whitewater du Wisconsin, lors du match pour le titre à Holland (Michigan). Les Tigers terminent 34-0 sur la saison, qui était la meilleure saison de basket-ball au niveau de la Division III pour le basket-ball masculin ou féminin.

### Softball
L'équipe féminine de softball remporte le titre régional, se qualifiant pour la série College World disputée en Division III pour la première fois de l'histoire de l'école. Plus particulièrement en 2021, l'équipe de softball de DePauw termine troisième au championnat de softball en Division III de la NCAA.

## Classements
En 2023, le magazine U.S. News & World Report classe l'Université DePauw à la 45e place des établissements américains d'enseignement des arts libéraux. Forbes la désigne 201e de l'ensemble des universités et collèges américains pour 2022, tandis que pour la même année (2022), le mensuel Washington Monthly la range 70e dans l'enseignement supérieur des arts libéraux.
DePauw University ne figue pas dans les 500 meilleures  universités au monde du Times Higher Education World University Rankings 2022-2023, ni au classement mondial des universités QS en 2023 ni au classement académique des universités mondiales par l'université Jiao Tong de Shanghai de 2022.